# Shangela Laquifa Wadley
 (janvier 2019).
Si vous disposez d'ouvrages ou d'articles de référence ou si vous connaissez des sites web de qualité traitant du thème abordé ici, merci de compléter l'article en donnant les références utiles à sa vérifiabilité et en les liant à la section « Notes et références ».
D.J. Pierce, plus connu sous le nom de scène Shangela Laquifa Wadley, souvent abrégé en Shangela, est une personnalité télévisée et drag queen, principalement connue pour avoir participé à la compétition RuPaul's Drag Race. Elle fut la première candidate éliminée dans la deuxième saison, et fut réintroduite par surprise dans la troisième saison, se plaçant cinquième. Elle revient une fois encore pour la troisième saison de RuPaul's Drag Race : All Stars, où elle se place troisième/quatrième avec BeBe Zahara Benet. Shangela a également fait de nombreuses apparitions télévisées et se produit souvent aux États-Unis et au Canada.

## Enfance et vie privée
Shangela naît à Paris, au Texas, et est l'enfant unique d'une mère qui, du fait de son rôle dans l'U.S. Army, voyageait fréquemment. Elle fut donc élevée par sa famille élargie, comme son grand-père qui travaillait comme ouvrier de ranch dans des fermes. Il a été cheerleader au lycée, et commença le transformisme en tant que projet créatif pour ses cours d'anglais.
Shangela est ouvertement gay, et est d'origine afro-américaine ainsi que saoudienne.
Sa drag mother est Alyssa Edwards, une candidate de la cinquième saison de RuPaul's Drag Race.

## Carrière

### Débuts
Shangela émerge en tant que personnage de D.J. Pierce en janvier 2009. Un jour où il chorégraphiait un spectacle de trois personnes qui reprenaient Single Ladies pour une action de charité et que l'un des artistes annula, les deux autres demandèrent à Shangela de le remplacer. Le promoteur du club fut si impressionné par la performance de Shangela qu'il lui réserva un spectacle pour la semaine suivante. En 2010, elle arrive première au premier concours California Entertainer of the Year ; sa seconde était Chad Michaels.

### RuPaul's Drag Race
Après cinq mois à se produire à Los Angeles, Shangela est choisie pour rejoindre les candidates de la deuxième saison, mais est éliminée dans le premier épisode à cause de son manque d'expérience et de ses faibles capacités de couture. Elle décide d'auditionner une seconde fois et est réintroduite dans la troisième saison, où elle se place dans le top 5 (même si elle se place sixième à cause du retour de Carmen Carrera un épisode plus tard). Elle a ensuite fait des caméos dans le premier épisode de la quatrième saison et dans l'épisode du Snatch Game de la deuxième saison de All Stars.
Shangela a également été candidate de la troisième saison de RuPaul's Drag Race : All Stars, faisant d'elle la première candidate à concourir dans trois saisons différentes. Elle arrive à la finale et est considérée comme la candidate en tête de la compétition, mais est éliminée après n'avoir reçu qu'un seul vote du jury composé des participantes éliminées. Cette élimination a par ailleurs soulevé une grande controverse. Elle s'est subséquemment placé troisième/quatrième avec BeBe Zahara Benet, la gagnante de la première saison.
Shangela a participé à l'édition spéciale de l'émission RuPaul's Drag Race HoliSlay Spectacular.

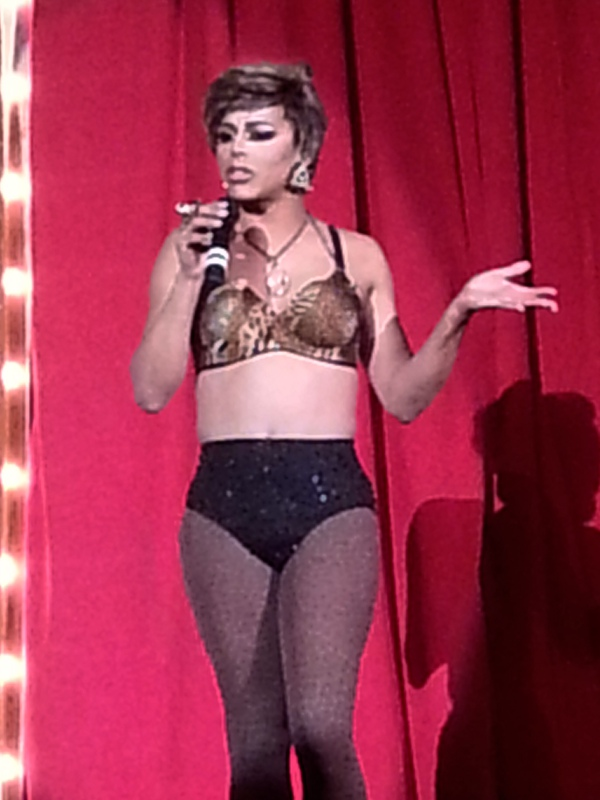
Pierce dans une performance en tant que Laquifa au Castro Theatre.

### Apparitions
Shangela apparaît dans Toddlers & Tiaras, où elle coache sa filleule de 9 ans qui participe à un concours de beauté. Elle apparaît également dans des séries comme Glee, Bones, Community, Terriers, Dance Moms, 2 Broke Girls, Detroit 187 et The Mentalist, mais aussi dans une publicité pour Orbitz avec d'autres candidates de Drag Race, Manila Luzon et Carmen Carrera. Shangela et d'autres candidates de RuPaul's Drag Race comme Trixie Mattel, Tammie Brown et Manila Luzon font une apparition dans une campagne de Food and Drug Administration contre le tabagisme.
Elle obtient en 2016 un rôle dans le film comique Hurricane Bianca, produit par Matt Kugelman et dont certains acteurs sont des amis et d'autres candidates de RuPaul's Drag Race, comme Willam Belli et Bianca Del Rio dans les rôles principaux. Elle reprend son rôle dans la suite du film, Hurricane Bianca 2 : From Russia with Hate.
En 2018, elle fut, avec Ross Matthews, la commentatrice des États-Unis pour l'Eurovision 2018, accueillie à Lisbonne, au Portugal. La même année, elle a un rôle secondaire dans le film dramatique A Star Is Born, aux côtés d'une autre candidate de RuPaul's Drag Race Willam Belli.

### Musique
Le 23 août 2011, elle sort son premier single Call Me Laquifa. Son deuxième single, Werqin' Girl, sort le 7 août 2012. Dans ce clip de ce single apparaissent Abby Lee Miller, Jenifer Lewis, Jason Carter et Yara Sofia. Le jour de la finale de All Stars 3, le 15 mars 2018, elle sort un nouveau single intitulé Pay Me.
En 2013, Shangela apparaît dans le clip de Gone With the Wind Fabulous de Kenya Moore. En 2018, Shangela participe à la chanson Doll Hairs, un single de Todrick Hall qui apparaît dans son album Forbidden, ainsi que dans son clip.
En 2019, elle apparait sur le morceau NASA de la chanteuse Ariana Grande, dans son cinquième album Thank u, next. Elle y réalise l'introduction parlée, en disant "This is one small step for woman, One giant leap for woman-kind", s'inspirant de la phrase prononcée par Neil Armstrong après avoir marché sur la Lune pour la première fois,.

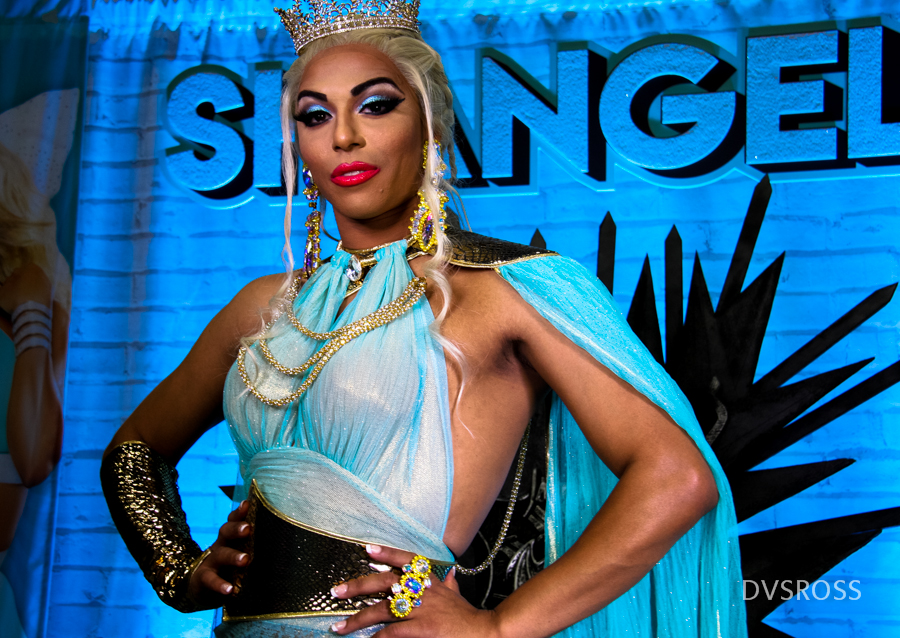
Shangela en 2018.

### Autres projets
Shangela est connue pour la catchphrase "Halleloo", que le Los Angeles Times a considéré comme un du "Top 10 des termes des années 2010 de la télé-réalité". Le personnage comique de Shangela est Laquifa, qu'elle met en lumière dans le huitième épisode de la saison 3, dans lequel elle gagne le défi.
Elle est montrée comme l'une des "Personnalités les plus irrésistibles de 2011" du magazine OUT.
Shangela a également été activiste contre le sida. Après être apparue dans une publicité de Gilead Sciences appelée Défilé du Ruban Rouge avec d'autres co-stars de Drag Race, Carmen Carrera, Delta Work, Manila Luzon et Alexis Mateo, la robe qu'elle portait a été vendue aux enchères par Logo en commémoration de la journée internationale du SIDA. L'argent de la vente aux enchères a été donnée à la NAPWA (National Association of People with AIDS). Le 14 août 2013, Shangela et d'autres drag queens comme Detox, Morgan McMichaels, Courtney Act, Willam Belli et Raven, apparaissent dans le clip des paroles du single Applause de Lady Gaga.
En 2022, elle participe à la 31e saison de la version américaine de Dance avec les stars, et termine à la quatrième place du concours télévisé,.

## Filmographie

### Cinéma
- 2009 : The Panty Man (court-métrage) de Camrin Pitts : un jeune poète
- 2013 : Farah Goes Bang de Meera Menon : Bettina
- 2013 : RIPD : Brigade fantôme (RIPD: Rest In Peace Department) de Robert Schwentke : l'avatar de drag queen
- 2015 : TupiniQueens (documentaire) de João Monteiro : elle-même
- 2015 : Kiss Me, Kill Me de Casper Andreas : Jasmine
- 2016 : Hurricane Bianca de Matt Kugelman : Stephen
- 2018 : Hurricane Bianca: From Russia with Hate de Matt Kugelman : Stephen
- 2018 : A Star Is Born de Bradley Cooper : le chauffeur de salle du bar

### Séries télévisées
- 2010 : Terriers : Mikaela (saison 1, épisode 9)
- 2011 : Detroit 1-8-7 : une drag queen (saison 1, épisode 15)
- 2011 : Community : Miss Urbana Champaign (saison 3, épisode 6)
- 2012 : Mentalist (The Mentalist) : une drag queen (saison 4, épisode 21)
- 2012 : 2 Broke Girls : Hallelujah (saison 2, épisode 3)
- 2012 : Glee : une drag queen (saison 4, épisode 8)
- 2013 : Amour, Gloire et Beauté (The Bold and the Beautiful) : Steve (1 épisode)
- 2014 : Bones : Kimmy Moore (saison 9, épisode 23)
- 2016 : X-Files : Aux frontières du réel (The X-Files) : Annabell (saison 10, épisode 3)
- 2018 : Super Drags : Donizete / Scarlet Carmesim (principal - voix anglophone)
- 2019 : Broad City : une serveuse (saison 5, épisode 6)
- 2020 : Katy Keene : Devereaux (saison 1, épisodes 6 et 13)

### Télé-réalités
- 2010-2012 : RuPaul's Drag Race : Participant aux saisons 2 et 3, invité lors de la saison 4
- 2011-2015 : Dance Moms : Apparitions dans quelques épisodes des saisons 1 et 5
- 2012 : Toddlers & Tiaras : Mentor invité dans l'épisode 2 de la saison 5
- 2012 : L.A. Hair : Apparition dans un épisode
- 2016-2018 : RuPaul's Drag Race: All Stars : Invité lors de la saison 2, participant à la saison 3
- 2018 : Eurovision 2018 : Commentatrice pour les États-Unis
- 2018 : Dancing Queen : Apparition dans 3 épisodes
- 2018 : RuPaul's Drag Race Holi-slay Spectacular : Participant
- 2020 : We're Here : Participant
- 2022 : Dancing with the stars : Participant à la saison 31

## Discographie

### Singles
| Call Me Laquifa | 2011 | —  | —  | Single    |
| Werqin' Girl (Professional)                                                                                          | 2012 | —  | —  | Single    |
| Uptown Fish | 2015 | —  | —  | Single    |
| Deck A Ho (Mitch Ferrino Mix) (Bob the Drag Queen feat. Shangela)                                                    | 2017 | —  | —  | Single    |
| Pay Me | 2018 | —  | —  | Single    |
| Kitty Girl (RuPaul feat. BeBe Zahara Benet, Kennedy Davenport, Shangela & Trixie Mattel)                             | 2018 | 44 | 33 | Single    |
| Doll Hairs (Todrick Hall feat. Shangela)                                                                             | 2018 | -  | -  | Forbidden |
| "—" correspond à une chanson qui n'est pas apparue dans les classements ou qui n'a pas été sortie sur ce territoire. |      |    |    |           |